# David De Simpel
David De Simpel (Moorslede, 12 mei 1778 – Staden, 9 juni 1851) was een Vlaams dichter en prozaschrijver uit de rederijkerstijd.

## Levensloop
De Simpel was een landbouwerszoon en zijn ouders verwachtte dat hij hen in dit beroep zou opvolgen. Hij werd als dienstplichtige ingelijfd in het Frans leger en leerde er Frans. Nadien was hij twee jaar novice in het klooster van de franciscanen in Eeklo. De overste besteedde tijd aan zijn opleiding en leerde hem onder meer Latijn. Nadat hij uittrad, keerde hij niet naar de landbouw terug, werd hij molenaar en later onderwijzer. 
Hij werd ook dichter en behoorde tot de eerste Vlaamse dichtersgeneratie van de 19de eeuw die de belangstelling aanwakkerde voor het Nederlands als literaire taal. Hij werd actief lid van de rederijkersgilde van Hooglede en won een veertigtal prijzen voor zijn rijmwerk. Zijn gedichten verschenen verspreid in literaire tijdschriften of bleven in handschrift. Hij schreef ook acht prozawerken en achttien toneelstukken voor kostscholen. Lang niet alles werd gedrukt. 
De Simpel was lid van literaire genootschappen in Antwerpen en in Brugge. Hij koos voor de officiële spelling in dienst van de Nederlandse overheid, die zijn literaire arbeid honoreerde. Na de Belgische Revolutie in 1830 behoorde hij met enthousiasme tot de nieuwe Belgen. Hij publiceerde zelfs een tegen koning Willem I gericht pamflet. 
Hij onderhield contacten met vele schrijvers en behoorde tot diegenen die de West-Vlaamse Maria Doolaeghe als dichteres stimuleerden.

## Publicaties
- Beredeneerde ontleding van de voornaemste grondregelen der dicht-, rede-, tooneel- en uitgalmkunst, gevolgd van de Nederlandsche prosodia, Ieper, 1825.
- Taalkundige twee-spraak, waarin de Hollandsche taalregels van Weiland en de spelling van Siegenbeek tegen die der voornaamste Vlaamsche taal-opbouwers opgewogen, of tegengesproken en verdedigd worden, Ieper, 1827.
- Zamenspraek over den oorlog tusschen Rusland en Turkeyen, 1829.
- Verhandeling over de Philosophen en liberalen of vrygeesten van dezen tyd, by wyze van samenspraek tusschen eenen meester en zynen leerling; zeer dienstig om zulke menschen te leeren kennen, hunne byeenkomsten te doen vlugten, en byzonderlyk voor jonge lieden, om zich van het lezen van schriften of kwade boeken te wagten, Roeselare, 1829.
- De ware Vaderlander, 1830.
- Uromantes of de pisbekyker, 1830.
- Den waeren vaderlander of getrouwen Belg, waer in den oorsprong en de misdryven van het huys van Orangie-Nassau, met de misbruyken van 't geweezen hollandsch gouvernement en de bloedige gevegten van Brussel kort en onpartydig beschréeven worden, Roeselare, 1830.
- Het beleg van 't Antwerpsch Kasteel, 1832.
- De priesters of den priesterlyken staet verdedigd tegen de lasteringen der vrygeesten, Brugge 1839.
- Autobiografie door De Simpel in 1845 overhandigd aan Prudens van Duyse en door hem gepubliceerd in 1851 en 1852.